# Аллен Йорк
Аллен Йорк (англ. Allen York; 17 червня 1989, Ветаскивин, Альберта) — канадський хокеїст, воротар.

## Ігрова кар'єра
Аллен довгий час виступав за аматорські клуби в Канаді та США, два сезони провів за «Камрось Кодіакс» та три сезони за команду Політехнічного інституту Ренсселера «R.P.I. Engineers». 
29 березня 2011 року уклав свій перший контракт з клубом НХЛ «Колумбус Блю-Джекетс» терміном на два роки.
У своєму дебютному сезоні 2011/12 років 25 жовтня 2011 року, Йорк зіграв свій перший матч у НХЛ проти клубу «Детройт Ред-Вінгс», замінивши травмованого Стіва Мейсона у першому періоді. Пізніше 28 березня 2012 року зробивши 29 сейвів здобуває і першу перемогу для «Колумбус Блю-Джекетс» над «Детройт Ред-Вінгс», 4:2.
У наступному сезоні Аллен виступав у фарм-клубі: «Спрингфілд Фалконс» (АХЛ). 
Як вільний агент 12 вересня 2013 Йорк приєднався до тренувального табору Нашвілл Предаторс, але закріпитись у основному складі йому не вдалось. Зрештою цей сезон як і попередній він проводить у клубах АХЛ. 
20 грудня 2013 Йорка запросили до збірної Канади для участі у Кубку Шпенглера. Після турніру він провів лише шість матчів за «Evansville IceMen», був проданий до клубу «Південна Кароліна Стігрейс». Впродовж сезону приєднання до клубу «Сірак'юс Кранч». 
8 липня 2014 Аллен продовжив контракт із «Сірак'юс Кранч» терміном на один рік. У 2016 році завершив кар'єру гравця.